# Біламос
Біламо́с (окс. Vilamòs, кат. Vilamós, ісп. Vilamòs) - муніципалітет, розташований в Автономній області Каталонія, в Іспанії. Код муніципалітету за номенклатурою Інституту статистики Каталонії - 252477. Знаходиться у терсуні Ірісо району (кумарки) Баль-д'Аран (коди району - 39 та VN) провінції Льєйда, згідно з новою адміністративною реформою перебуватиме у складі Баґарії (округи) Ал-Пірінеу і Баль-д'Аран. 

## Населення
Населення міста (у 2007 р.) становить 184 особи (з них менше 14 років - 14,1%, від 15 до 64 - 77,2%, понад 65 років - 8,7%). У 2006 р. народжуваність склала 2 особи, смертність - 2 особи, зареєстровано 0 шлюбів. У 2001 р. активне населення становило 55 осіб, з них безробітних - 0 осіб.

Серед осіб, які проживали на території міста у 2001 р., 111 народилися в Каталонії (з них 62 особи у тому самому районі, або кумарці), 25 осіб приїхало з інших областей Іспанії, а 3 особи приїхали з-за кордону. 

Університетську освіту має 12,4% усього населення. 

У 2001 р. нараховувалося 47 домогосподарств (з них 31,9% складалися з однієї особи, 25,5% з двох осіб,10,6% з 3 осіб, 17% з 4 осіб, 8,5% з 5 осіб, 4,3% з 6 осіб, 0% з 7 осіб, 0% з 8 осіб і 2,1% з 9 і більше осіб).

Активне населення міста у 2001 р. працювало у таких сферах діяльності : у сільському господарстві - 0%, у промисловості - 10,9%, на будівництві - 30,9% і у сфері обслуговування - 58,2%. 

 У муніципалітеті або у власному районі (кумарці) працює 31 особа, поза районом - 31 особа.

### Безробіття
У 2007 р. нараховувалося 2 безробітних (у 2006 р. - 1 безробітний), з них чоловіки становили 50%, а жінки - 50%.

## Економіка

### Підприємства міста

#### Промислові підприємства
| \| Промислові підприємства міста, за сферою діяльності \| Промислові підприємства міста, за сферою діяльності \| Промислові підприємства міста, за сферою діяльності \| \| Рік \| 2002 р. \| 2001 р. \| \| --------------------------------------------------- \| --------------------------------------------------- \| --------------------------------------------------- \| \| Енергетичні та водні ресурси \| *% \| *% \| \| Хімія та метали \| *% \| *% \| \| Переробка металів \| *% \| *% \| \| Продукти харчування \| *% \| *% \| \| Текстиль \| *% \| *% \| \| Виробництво меблів, видання \| *% \| *% \| \| Інше \| *% \| *% \| \| Усього підприємств \| 0 \| 0 \| |         |         |
| Промислові підприємства міста, за сферою діяльності |         |         |
| Рік | 2002 р. | 2001 р. |
| Енергетичні та водні ресурси | *%      | *%      |
| Хімія та метали | *%      | *%      |
| Переробка металів | *%      | *%      |
| Продукти харчування | *%      | *%      |
| Текстиль | *%      | *%      |
| Виробництво меблів, видання | *%      | *%      |
| Інше | *%      | *%      |
| Усього підприємств | 0       | 0       |

#### Роздрібна торгівля
| \| Підприємства роздрібної торгівлі міста, за сферою діяльності \| Підприємства роздрібної торгівлі міста, за сферою діяльності \| Підприємства роздрібної торгівлі міста, за сферою діяльності \| \| Рік \| 2002 р. \| 2001 р. \| \| ------------------------------------------------------------ \| ------------------------------------------------------------ \| ------------------------------------------------------------ \| \| Продукти харчування \| 33,3% \| 50% \| \| Одяг та взуття \| 0% \| 0% \| \| Товари для дому \| 0% \| 0% \| \| Книги та періодичні видання \| 0% \| 0% \| \| Промислова хімічна продукція \| 33,3% \| 50% \| \| Продукція, пов'язана з транспортними засобами \| 33,3% \| 0% \| \| Інше \| 0% \| 0% \| \| Усього підприємств \| 3 \| 2 \| |         |         |
| Підприємства роздрібної торгівлі міста, за сферою діяльності |         |         |
| Рік | 2002 р. | 2001 р. |
| Продукти харчування | 33,3%   | 50%     |
| Одяг та взуття | 0%      | 0%      |
| Товари для дому | 0%      | 0%      |
| Книги та періодичні видання | 0%      | 0%      |
| Промислова хімічна продукція | 33,3%   | 50%     |
| Продукція, пов'язана з транспортними засобами | 33,3%   | 0%      |
| Інше | 0%      | 0%      |
| Усього підприємств | 3       | 2       |

#### Сфера послуг
| \| Підприємства міста, що працюють у сфері послуг, за діяльністю \| Підприємства міста, що працюють у сфері послуг, за діяльністю \| Підприємства міста, що працюють у сфері послуг, за діяльністю \| \| Рік \| 2002 р. \| 2001 р. \| \| ------------------------------------------------------------- \| ------------------------------------------------------------- \| ------------------------------------------------------------- \| \| Гуртова торгівля \| 0% \| 0% \| \| Готелі та готельний бізнес \| 40% \| 40% \| \| Транспорт та зв'язок \| 40% \| 40% \| \| Посередницькі фінансові послуги \| 0% \| 0% \| \| Послуги підприємствам \| 0% \| 0% \| \| Послуги фізичним особам \| 0% \| 0% \| \| Нерухомість та ін. \| 20% \| 20% \| \| Усього підприємств \| 5 \| 5 \| |         |         |
| Підприємства міста, що працюють у сфері послуг, за діяльністю |         |         |
| Рік | 2002 р. | 2001 р. |
| Гуртова торгівля | 0%      | 0%      |
| Готелі та готельний бізнес | 40%     | 40%     |
| Транспорт та зв'язок | 40%     | 40%     |
| Посередницькі фінансові послуги | 0%      | 0%      |
| Послуги підприємствам | 0%      | 0%      |
| Послуги фізичним особам | 0%      | 0%      |
| Нерухомість та ін. | 20%     | 20%     |
| Усього підприємств | 5       | 5       |

## Житловий фонд
У 2001 р. 2,1% усіх родин (домогосподарств) мали житло метражем до 59 м², 25,5% - від 60 до 89 м², 44,7% - від 90 до 119 м² і
27,7% - понад 120 м².

З усіх будівель у 2001 р. 51,9% було одноповерховими, 45,7% - двоповерховими, 2,5
% - триповерховими, 0% - чотириповерховими, 0% - п'ятиповерховими, 0% - шестиповерховими,
0% - семиповерховими, 0% - з вісьмома та більше поверхами.

## Автопарк
| \| Автомобілі, зареєстровані у місті, за призначенням \| Автомобілі, зареєстровані у місті, за призначенням \| Автомобілі, зареєстровані у місті, за призначенням \| \| Рік \| 2006 р. \| 2005 р. \| \| -------------------------------------------------- \| -------------------------------------------------- \| -------------------------------------------------- \| \| Приватні автомобілі \| 57,6% \| 59,4% \| \| Мотоцикли \| 5,9% \| 6,2% \| \| Вантажівки \| 30% \| 28,8% \| \| Трактори \| 0% \| 0% \| \| Автобуси та ін. \| 6,5% \| 5,6% \| \| Усього автомобілів \| 170 шт. \| 160 шт. \| |         |         |
| Автомобілі, зареєстровані у місті, за призначенням |         |         |
| Рік | 2006 р. | 2005 р. |
| Приватні автомобілі | 57,6%   | 59,4%   |
| Мотоцикли | 5,9%    | 6,2%    |
| Вантажівки | 30%     | 28,8%   |
| Трактори | 0%      | 0%      |
| Автобуси та ін. | 6,5%    | 5,6%    |
| Усього автомобілів | 170 шт. | 160 шт. |

## Вживання каталанської мови
У 2001 р. каталанську мову у місті розуміли 100% усього населення (у 1996 р. - 91,6%), вміли говорити нею 78,6% (у 1996 р. - 
51%), вміли читати 74,6% (у 1996 р. - 56,6%), вміли писати 37,3
% (у 1996 р. - 13,3%). Не розуміли каталанської мови 0%.

## Політичні уподобання
У виборах до Парламенту Каталонії у 2006 р. взяло участь 51 особа (у 2003 р. - 62 особи). Голоси за політичні сили розподілилися таким чином:
| \| Вибори до Парламенту Каталонії \| Вибори до Парламенту Каталонії \| Вибори до Парламенту Каталонії \| \| Рік \| 2006 р. \| 2003 р. \| \| -------------------------------------- \| ------------------------------ \| ------------------------------ \| \| Конвергенція та Єднання (CiU) \| 41,2% \| 45,2% \| \| Соціалістична партія Каталонії (PSC) \| 33,3% \| 37,1% \| \| Народна партія (PP) \| 5,9% \| 6,5% \| \| Ініціатива за зелену Каталонію (IC) \| 5,9% \| 4,8% \| \| Республіканська лівиця Каталонії (ERC) \| 9,8% \| 6,5% \| \| Громадянська партія (C's) \| 0% \| 0% \| \| Інші \| 3,9% \| 0% \| |         |         |
| Вибори до Парламенту Каталонії |         |         |
| Рік | 2006 р. | 2003 р. |
| Конвергенція та Єднання (CiU) | 41,2%   | 45,2%   |
| Соціалістична партія Каталонії (PSC) | 33,3%   | 37,1%   |
| Народна партія (PP) | 5,9%    | 6,5%    |
| Ініціатива за зелену Каталонію (IC) | 5,9%    | 4,8%    |
| Республіканська лівиця Каталонії (ERC) | 9,8%    | 6,5%    |
| Громадянська партія (C's) | 0%      | 0%      |
| Інші | 3,9%    | 0%      |